# Margarethenburg
Margarethenburg was een koffieplantage aan de Nickerie in het district Nickerie in Suriname. De plantage lag stroomafwaarts naast de plantage Waterloo en stroomopwaarts naast de plantage Waaldijk.

## Geschiedenis

### Negentiende eeuw tijdens slavernij
De grond had een grootte van 500 akkers en werd vanaf 1828 met koffie beplant. De eigenaar was Willem Carbin die in 1820 vanuit Den Haag naar Suriname was gekomen. In 1824 kocht hij ook de grond voor de koffieplantage Nieuwe Aanleg van 1000 akkers, tegenover Plaisance en Paradise en Krappahoek. De laatste verkocht hij al gauw aan Jan Adam Chardon, maar hij bleef wel enkele jaren directeur. Door zijn huwelijk met Cecilia Abbensetz was hij voor 1/4e deel eigenaar van de plantage Forque. Daarnaast was hij enkele jaren directeur van Longmay. Op Margarethenburg begon hij met de teelt van katoen, maar schakelde al snel over op koffie. Na zijn dood in 1841 ging het eigendom over naar zijn erven. Een familielid, T.G. Carbin, werd directeur en administrateur.

### Negentiende eeuw na afschaffing slavernij
Bij de slavenemancipatie in 1863 werden 57 slaven vrijverklaard. Lodewijk Christoffel Carbin was toen directeur. Na de emancipatie schakelde de plantage over op contractarbeid. In totaal werden 101 contractanten uit Brits-Indië geworven en in 1926 arriveerden 167 arbeiders vanuit Java op de plantage. Rond 1880 werd door de overheid naast de plantage de stad Nieuw-Nickerie aangelegd op een perceel dat oorspronkelijk door Carbin was aangekocht. In 1889 was de plantage overgeschakeld op de teelt van cacao en werd door Lodewijk Willem Carbin de plantage Hamptoncourt aangekocht.

### Twintigste eeuw
In 1904 behoorde Margarethenburg, samen met Gloria en Krappahoek tot de plantages met de grootste cacaoproductie van Suriname. Daarna sloeg de krulloten ziekte toe en daalde de productie dramatisch. Door betere bestrijding en het toepassen van nieuwe technieken nam de productie enige jaren later weer toe. Bijzonder aan de teelt op Margarethenburg was dat dit een van de weinige plantages was waar zonder schaduwbomen geteeld werd.
Vanaf 1923 werd er niet meer geoogst en een jaar later werd de plantage te koop aangeboden en aangekocht door het gouvernement met als doel de uitbreiding van de naastgelegen vestigingsplaats Nieuw-Waldeck. De plantage werd echter verhuurd aan de Amerikaanse ondernemer Anderson van de Surinaamsche Katoen, Landbouw en Handel Mij. die in Nieuw-Nickerie 210 hectare met katoen wilde beplanten. In 1927 werd het onrustig omdat de lonen van de medewerkers niet meer uitbetaald werden en er onduidelijkheid heerste over het voortbestaan van de plantage.
In 1929 werd de inmiddels gesloten onderneming opgekocht door de overheid. Het plantagehospitaal werd het officiële hospitaal van Nieuw-Nickerie, en de plantagewoning werd ingericht als dokterswoning.
Door Hero Nicolaas van Dijk werd in 1933 begonnen met proeven voor de gemechaniseerde teelt van rijst. Daarvoor werden er een rijstpelmolen, zaaddrogerij en zaaddorserij ingericht.In 1935 werd de eerste oogst binnengehaald. Het voorbeeld van Margarethenburg werd opgevolgd, want in 1936 werd er in Nickerie al 4200 hectare met rijst beplant, meer dan 1/3e deel van de gehele Surinaamse aanplant. De belangrijkste afnemers van de rijst uit Nickerie waren Martinique en Guadeloupe. Door de gebroeders Soekramsing werd eind jaren 40 een rijstpelmolen op Margarethenburg geïnstalleerd.
A la bonne heure · Anna's Zorg · Akkerboom · Alliance · Alkmaar · Andresa · Auka · Andreesgift · Bantaskine · Barbados · Batavia · Beekenhorst · Belladrum · Bellevue · Belwaarde · Beninenburg · Berg en Dal · Bergen op Zoom · Berlijn (Commewijne) · Berlijn (Para) · Bethlehem · Boksweide · Boston · Botany Bay · Boxel · Bronswijk · Brouwerslust · Bruinendaal · Bucklebury · Buitenrust · Burnside · Cadrosspark · Caledonia · Campenburg · Cannewapibo · Catharina Sophia · Clevia  · Cliffort-Kokshoven · Clyde · Concordia · Concordia en een Kwart Lot · Courcabo · De Dageraad · De Goede Vriendschap · De Resolutie · De Vier Hendrikken · Diamond · Dijkveld · Domburg · Dordrecht · Eendragt · Elisabeth's Hoop · Ellen · L'Espérance (Nickerierivier) · L'Espérance (Surinamerivier) · Esthersrust · Fairfield · Fortuin · Flora · Florentia · Frederiksburg · Frederiksdorp · Frederikslust · Geertruidenberg · Geyersvlijt · Glensander · Gloria · Groot Chatillon · Groot Marseille · Guadeloupe · Hague · Hamburg · Hamilton · Hamptoncourt · Hannover · Hazard · Hebron · Hecht en Sterk · Hooyland · Hope · Houttuin · Huntly · Huwelijkszorg · Inverness · Jagtlust · Jodensavanne · Johan & Margaretha · Johanna Catharina · Johanna Maria · Johannesburg · John · Katwijk · Kent · Kerkshoven · Killenstein · Klein Bellevue · Kleinhoop · Krappahoek · Kroonenburg · Kwatta · La Jalousie · La Prosperité · La Rencontre · La Ressource (Saramacca) · La Ressource (Surinamerivier) · La Singularité · Laarwijk · Leasowes · Leliëndaal · Leonsberg · Livorno · Longmay · Lunenburg · Lust en Rust · Lustrijk · Maasstroom · Margarethenburg · Maria Petronella · Mariënbosch · Mariënburg · Margaretha's Gift · Mary's Hope · Meerzorg · Merveille · Moed en Kommer · Mon Bijou · Mon Souci · Mon Trésor · Monnikendam · Mopentibo · Morgenster · Moy · Nieuw Mocha · Nieuwzorg · Nieuwe Aanleg · De Nieuwe Grond · Nijd en Spijt · Novar · Nursery · Nut en Schadelijk · Onoribo · Onverwacht · Oranibo · Ornamibo · Overbrug · Overtoom 
· Oxford · Palestina · Paradise · Persévérance · Petersburg · Picardië · Peperpot · Pieterszorg · Plaisance · Poelwijk · Potosie · Purmerend · Reijnsdorp · Reijnsfort · Rijnberk · Roosenburg · Rorac · Rust en Werk · Rustenburg · Saltzhalen · Sans Souci · Saphir · Sarah · Sardam · Schaapstede · Schoonoord · Sinabo en Gelre · Sint Barbara · Sint Eustatius · Slootwijk · Sorgvliet · Spieringshoek · Standvastigheid · Suidwijn · Suzanna's Daal · Toevlugt (Surinamerivier) · Tout Lui Faut · Toledo · Totness · Tyronne · 't Vertrouwen · Victoria · Vierkinderen · Visserszorg · Voorburg · Voorzorg (Saramacca) · Vossenburg · Vredenburg · Vriendsbeleid en Ouderzorg · Vreeland · Waltonhall · Waldijk · Waterloo · Wederzorg · Welbedacht · Welgelegen (Commewijne) · Welgelegen (Coronie) · Welgevallen · Weltevreden · Wolffs Capoerica · Wolfenbüttel · 't Ylant · Zoelen · Zorg en Hoop (hout) · Zorg en Hoop (indigo) · Zorg en Hoop (katoen) · Zorg en Hoop (suiker)